# Валумсек
Валумсек — річка в Сполучених Штатах Америки, права притока річки Гузік. Протікає територією штатів Нью-Йорк і Вермонт.
Водозбірний басейн річки формується притоками і струмками, які походять із гірських пасом Зелених гір штату Вермонт та Таконіку штату Нью-Йорк.

## Траєкторія

### Витоки
Існує дві версії щодо місця витоку річки Валумсек:
- Сучасна версія.

Витоком річки вважається місце злиття Джеветт Брук та Саут Сртім у низинній болотистій місцевості, розташованій на південно-східній околиці Беннінгтона, між вулицями Біч-стріт та Міддл Паунал Роад, яке наразі взято під захист як головний витік річки Валумсек, як це позначено на сучасній топографічній мапі США. Довжина річки у статистичних даних визначається саме від цього місця.
- Попередня, історична версія.

За цією версією основним руслом річки Валумсек вважалося русло найбільшої її сучасної притоки Роарінґ Бренч Валумсек Брук, витоком якої є місце злиття Болес Брук та Сіті Стрім. Однак у 1810-х роках, для забезпечення розвитку підприємств індустрії і постачання їх енергією (печі для виплавляння чавуну, бавовнопрядильна фабрика, фабрики з пошиття одягу і нижньої білизни), води «Ревучої притоки Валумсек» були спрямовані у канал, внаслідок чого природне русло настільки обміліло, що на топографічних картах того часу зображалося пунктирною лінією. Врешті-решт обміління призвело до того, що основне русло «перервалося», а тому верхню частину русла стали вважати притокою річки Валумсек та назвали її «Роарінґ Бренч Валумсек Брук».
Ці обидві версії нанесені на топографічних картах 1898 р. та 1954 р. Основними відмінностям є розташування і позначення на картах русел притоки Роарінґ Бренч Валумсек Брук, яка раніше називалася «Валумсек Брук», починаючи від Беннінгтона — і до її витоку.

### У штаті Вермонт
Після злиття Джеветт Брук та Саут Стрім русло річки Валумсек петляє поміж кварталами та вулицями Беннінгтона, прямуючи на північний захід. По виході з міста, та пройшовши критий міст Сілк Роад Брідж, річка повертає на захід. Південніше Норт-Беннінгтона, у селі Пейпер Міллс Віллідж, розташовані ще один критий міст Пейпер Міллс Віллідж Брідж та переливна дамба. Після наступного за течією критого моста Барт Генрі Коверед Брідж та переливної дамби русло повертає на північ і прямує до поселення Содом, після чого повертає на захід та переходить на територію штату Нью-Йорк. Мости занесені до Національного реєстру історичних місць США. Туристична агенція міста Беннінгтон організовує туристичні тури з відвідування та огляду цих місць.

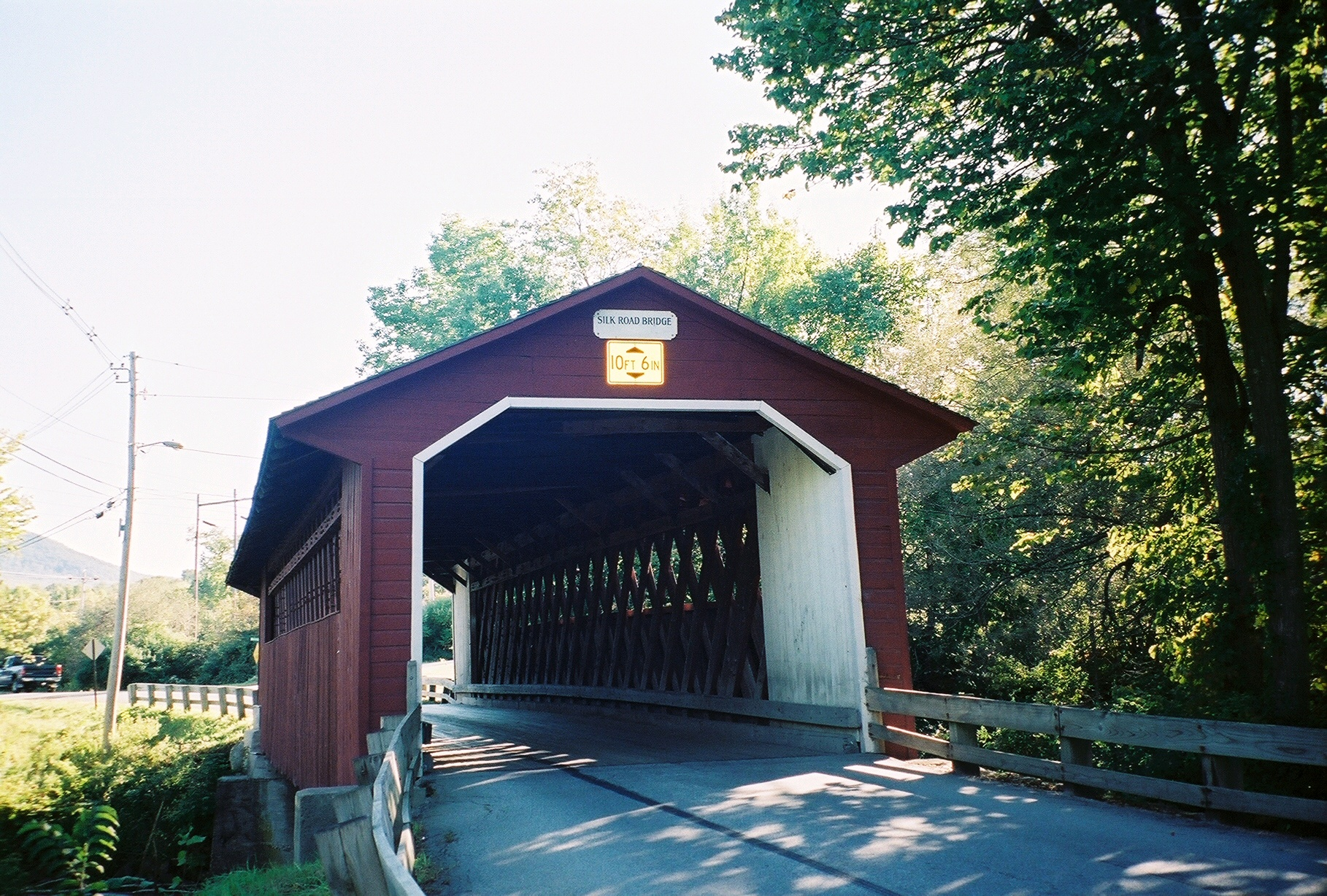
Критий міст Сілк Коверед Брідж, Вермонт
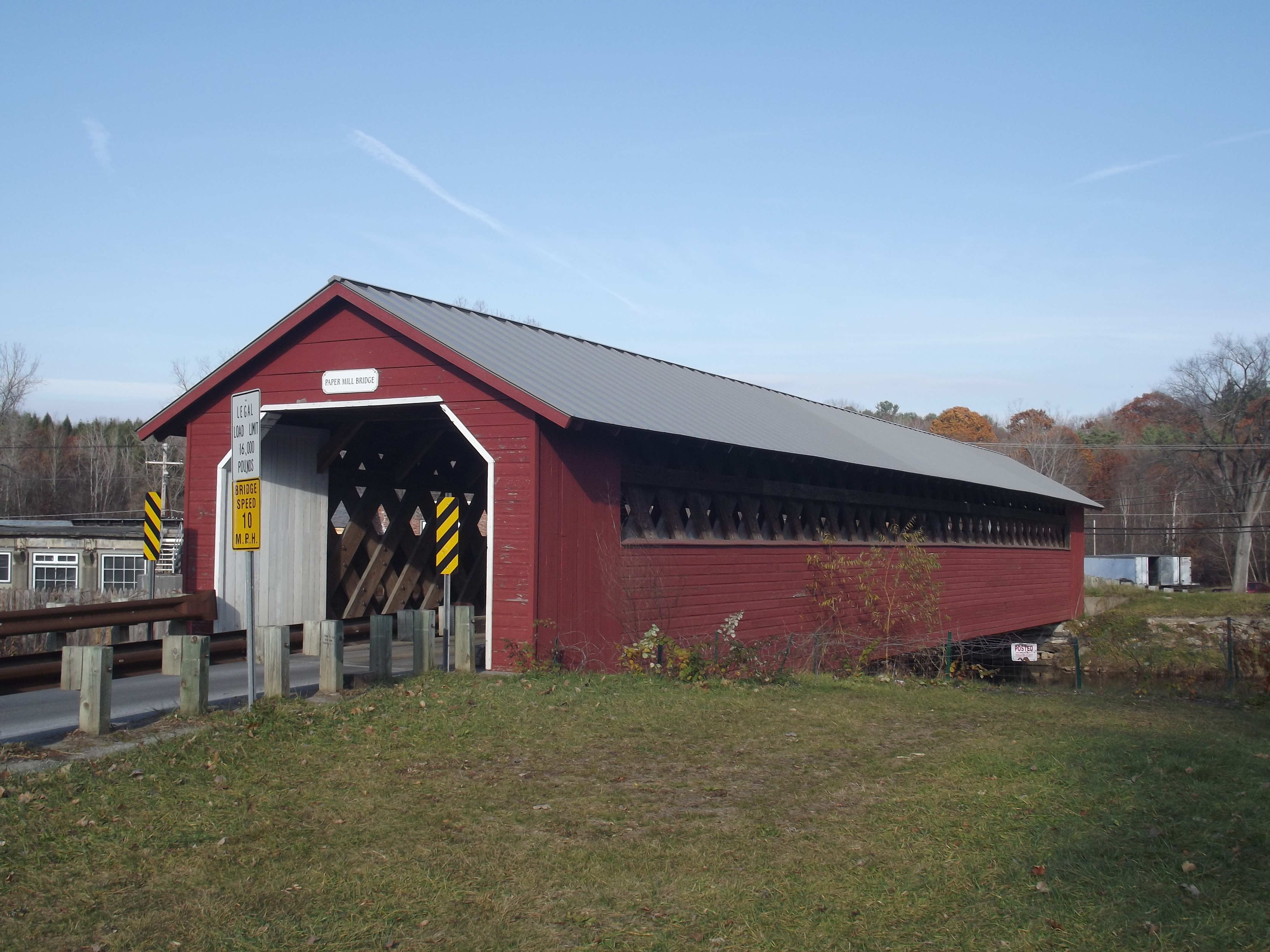
Міст Пейпер Міллс Віллідж Брідж, Вермонт
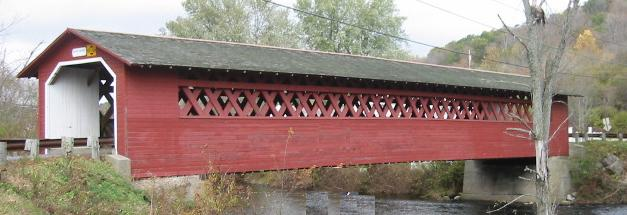
Критий міст Барт Генрі Коверед Брідж, Вермонт

### У штаті Нью-Йорк
По перетину кордону штату річка тече спочатку на захід, після чого повертає на південний захід. Приблизно через чотири кілометри від кордону русло утворює напівпетлю, формуючи півострів, на якому розташувалося однойменне поселення Валумсек, біля якого побудована дамба. Після дамби стрімчаки і перекати аж до автомобільного моста, під яким переливна гребля. Найближче за течією поселення Норт-Гузік, перед яким споруджено греблю з гідроелектростанцією, панелями сонячних батарей та підстанцією розподілення електроенергії. По виходу із Норт-Гузік річка протікає під автомобільним та залізничним мостами, утворюючи каскад водоспадів. Впадає у Гузік північніше Гузік-Фолс, приблизно за один кілометр від поселення Норт-Гузік нижче за течією.

## Притоки

### У штаті Вермонт
| - Джеветт Брук | - Саут Стрім - Барні Брук - Роарінґ Бренч Валумсек Брук - Сіті Стрім (л.) - Болес Брук (пр.) - Хелл Холлоу Брук (л) - Бікфорд Холлоу Брук (пр.) - Фарнейс Брук - Паран Крік - Ґолд Спрінґ Брук |

### У штаті Нью-Йорк
| - Літтл Вайт Крік |